# Lagoa Santa (Minas Gerais)
|  | Per a altres significats, vegeu «Lagoa Santa (Goiás)». |

Lagoa Santa és un municipi brasiler de l'estat de Minas Gerais, localitzat a la Regió Metropolitana de Belo Horizonte. Es troba a 800 m d'alt, té una superfície de 231,9 km² i 52.526 habitants (Cens IBGE 2010).

## Arqueologia

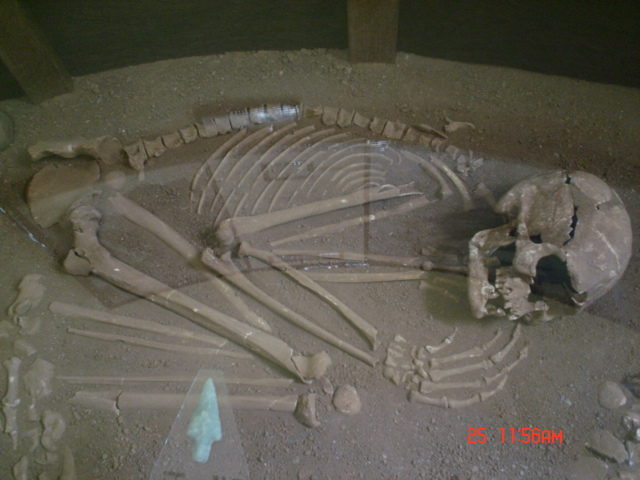
Esquelet de paleoamerindi descobert a Lagoa Santa

L'entorn de Lagoa Santa és un jaciment arqueològic on hi van treballar Peter Wilhelm Lund (1843), F. Lacerda i R. Peixoto (1876), Sören Hansen (1888), Annette Laming-Emperaire (1970) i Walter Neves (1999). La seva ocupació humana està datada de 12.000 anys BP.
Des de 1835 el naturalista danès Peter Lund visità més de 800 coves de la regió, i en 70 d'elles hi va trobar material paleontològic.S'hi van trobar restes humanes antigues i 1 gèneres i 31 espècies extintes d'animals. La cova més important es trobava a la base del massís de la Llacuna del Sumidouro. El descobriment dels ossos de l'anomenat Home de Lagoa Santa són els primers vestigis d'ocupació humana trobata al continent americà.
A Lapa Vermelha, entre 1974 i 1975, una expedició arqueològica dirigida per Annette Laming-Emperaire, descobrí els ossos humans més antics d'Amèrica (11.500 anys BP per al crani Luzia). Aquests cranis es caracteritzen per una gran dolicocefàlia i altres trets que recorden els melanesis i als habitants del sud-est asiàtic.

## Galeria

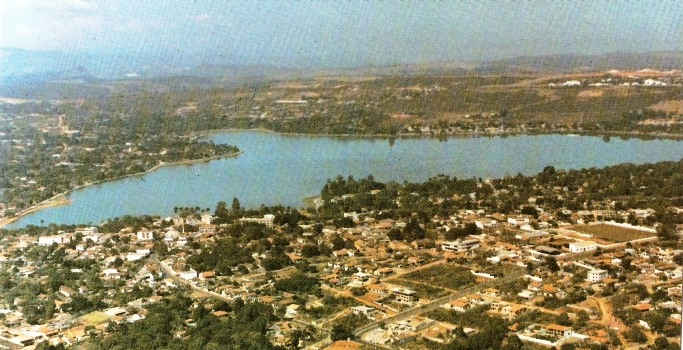
Ciutat de Lagoa Santa
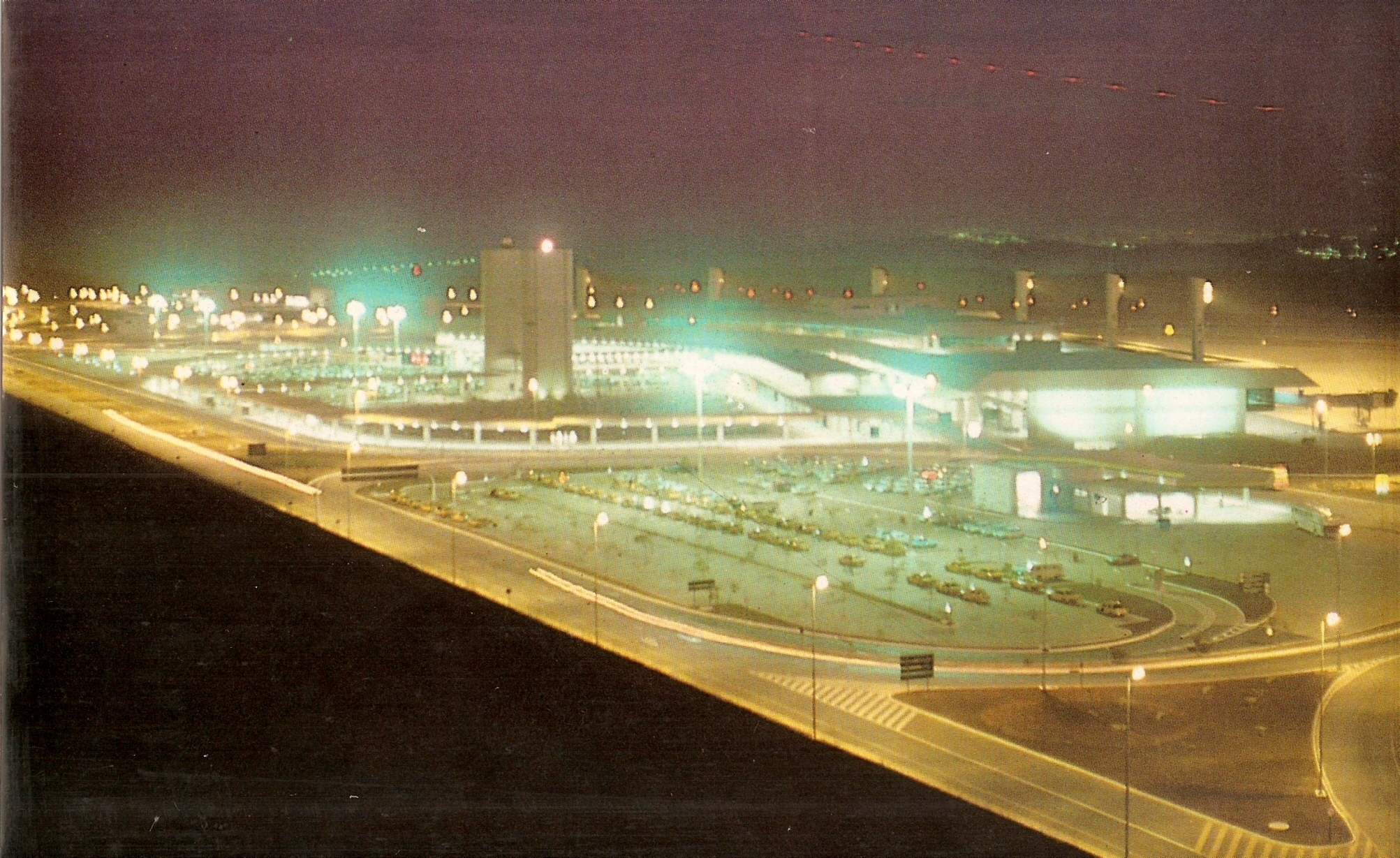
Aeroport de Lagoa Santa
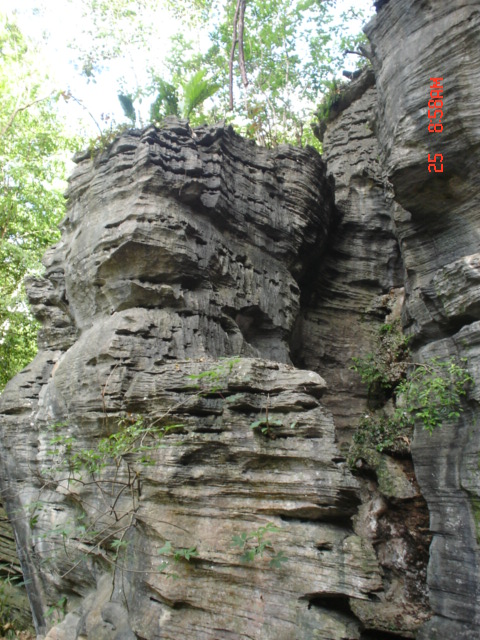
Formació rocosa a Lagoa Santa
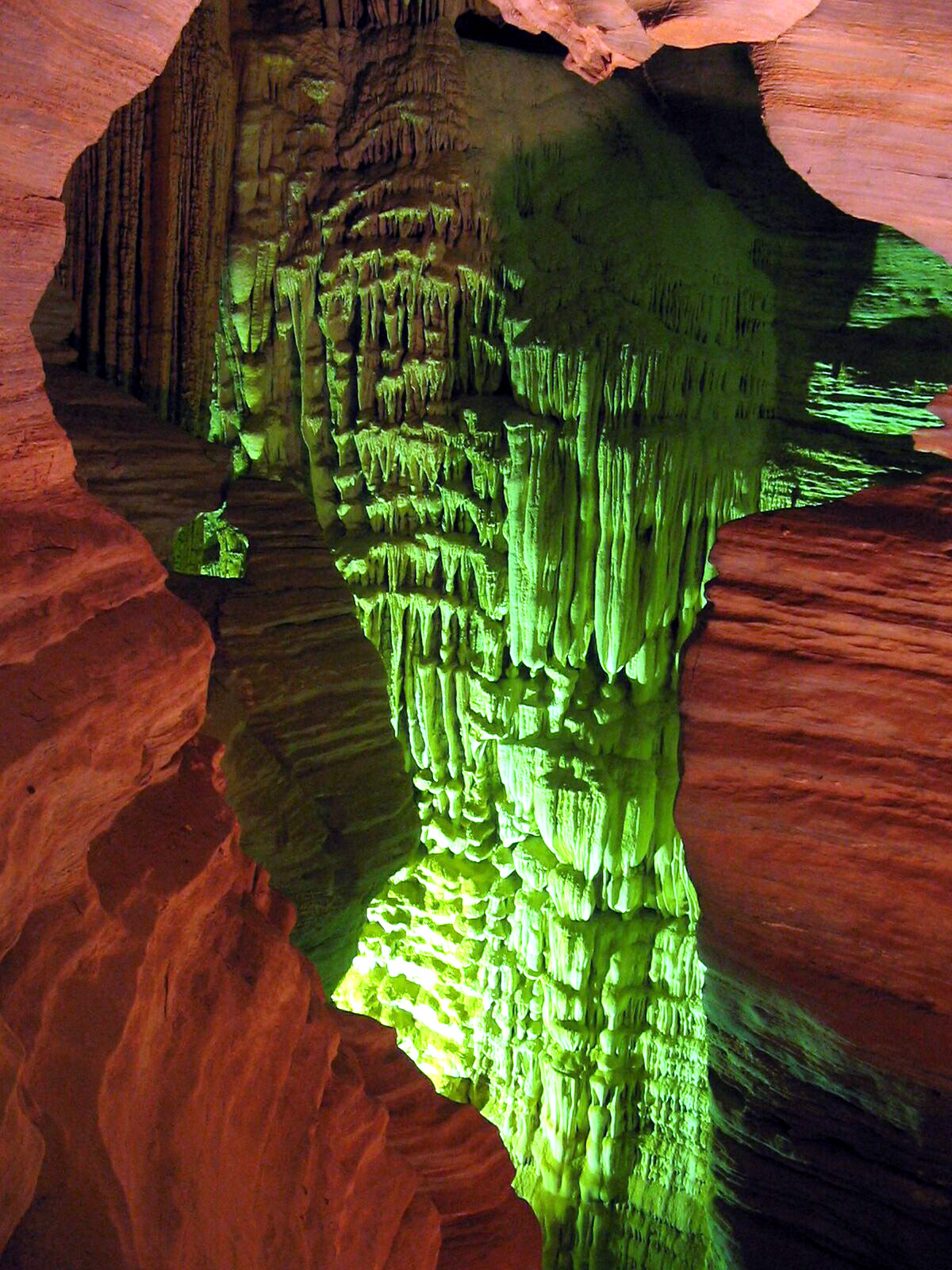
Cova Lapinha, explorada per Peter Lund i actualment un lloc turístic